# HMS Barham (04)
«Барем» (04) (англ. HMS Barham (04) — військовий корабель, лінійний корабель типу «Квін Елізабет», що перебував у складі Королівського військово-морського флоту Великої Британії за часів Першої та Другої світових війн.
«Барем» був закладений 24 лютого 1913 року на верфі компанії John Brown & Company, Клайдбанк. 19 жовтня 1915 року увійшов до складу Королівських ВМС Великої Британії. Після введення до строю Королівського флоту часто використовуваний як флагман, брав участь у Ютландській битві під час Першої світової війни у складі Великого флоту. До кінця війни, за винятком безрезультатних дій 19 серпня 1916 року, його служба в основному складалася зі звичайних патрулів і тренувань у Північному морі.
Протягом 1920-х і 1930-х років корабель діяв у складі Атлантичного, Середземноморського і Домашнього флотів. «Барем» зіграв незначну роль у придушенні палестинських заворушень 1929 року та арабського повстання у Палестині 1936—1939 років. Корабель перебував у Середземному морі, коли у вересні 1939 року почалася Друга світова війна. 12 грудня 1939 року під час переходу у густому тумані поблизу мису Малл-оф-Кінтайр біля узбережжя Шотландії «Барем» випадково зіткнувся з одним із своїх есмінців супроводу, «Дюшес», який перевернувся догори дригом, його глибинні бомби здетонували, загинуло 124 члени екіпажу, зокрема капітан корабля.
28 грудня 1939 року лінкор був пошкоджений торпедою, випущеної німецьким підводним човном U-30 під командуванням капітан-лейтенанта Фріца-Юліуса Лемпа. 4 членів екіпажу загинули. «Барем» зміг дістатися Ліверпуля. До 30 червня 1940 року корабель стояв на ремонті в Беркенгеді.
У вересні 1940 року лінкор брав участь у битві за Дакар, де унаслідок бойових дій пошкодив французький лінкор «Рішельє» і зазнав пошкоджень у відповідь. Потім «Барем» був переведений до Середземноморського флоту, де прикривав кілька конвоїв на Мальту. У березні 1941 року під час битви біля мису Матапан допоміг потопити італійський важкий крейсер «Зара» і есмінець і був пошкоджений німецькою авіацією через два місяці під час евакуації з Криту. 25 листопада 1941 року був торпедований німецьким підводним човном U-331 поблизу Соллума. Лінкор вибухнув від детонації боєзапасу при перекиданні. Загинуло 862 моряки.

## Загальні характеристики
«Барем» — четвертий корабель у серії типу «Квін Елізабет». Лінкор мав максимальну довжину корпусу 196,2 м і максимальну ширину 27,6 м та глибину осадки 10,1 м. Стандартна водотоннажність становила 33 110 т і повна — 33 794 т при максимальному навантаженні. Рухома установка приводилася в дію двома комплектами парових турбін «Брауна-Кертіса», кожна з яких приводила в рух два вали, використовуючи пару від 24 котлів «Ярроу». Турбіни були розраховані на 75 000 кінських сил (56 000 кВт) і забезпечували максимальну швидкість корабля 25 вузлів (46,3 км/год). Але під час своїх скорочених ходових випробувань 6 липня 1916 року «Барем» досяг середньої максимальної швидкості лише 23,91 вузли (44,28 км/год). Корабель мав дальність ходу 5000 морських миль (9260 км) при крейсерській швидкості 12 вузлів (22,2 км/год). На момент введення до строю у 1916 році його екіпаж налічував 1016 офіцерів і матросів
Корабельна артилерія головного калібру (ГК) у лінкора «Барем»: вісім 381-мм гармат BL 15 inch Mk I із казенним зарядженням (BL) у чотирьох спарених баштах, попарно в носовій і задній частині надбудови, позначених як «A», «B», «X» і «Y» спереду назад. Дванадцять з чотирнадцяти 152-мм гармат BL 6 inch Mk XII були встановлені в казематах вздовж борта по центру корабля; остання пара встановлена на палубі бака біля кормової воронки й захищена гарматними щитами. Зенітне озброєння складалося з двох швидкострільних (QF) 76-мм зенітних гармат QF 3-inch 20 cwt. Лінкор мав власне торпедне озброєння: чотири 21-дюймові (533 мм) торпедні апарати, по два на кожному борту.
«Барем» був укомплектований двома приладами управління вогнем, оснащеними далекомірами 4,6 м. Один був встановлений над бойовою рубкою, захищений броньованим ковпаком, а інший знаходився над щоглою-триподом. Кожна башта також була оснащена 15-футовим далекоміром. Керівництво вогнем гармат головного калібру також можна було здійснювати з башти «В». Допоміжне озброєння в основному контролювалося приладами керування артилерійським вогнем, встановленими з кожного боку компасної платформи на фок-щоглі після того, як вони були встановлені в липні 1917 року.
Пояс ватерлінії лінкора складався з цементованої броні Круппа (KC) товщиною 330 мм над життєво важливими секціями корабля. Гарматні башти захищалися бронею KC завтовшки 279—330 мм і підтримувалися барбетами товщиною 178—254 мм. «Барем» мав кілька броньованих палуб товщиною 25-76 мм. Головна бойова рубка була захищена 330 мм бронею. Після Ютландської битви на головну палубу над льохами було додано ще 25 мм високоміцної сталі, а в артилерійських льохах було встановлене додаткове протиспалахове обладнання.
У 1918 році на кораблі були встановлені на дахах башт «В» і «Х» злітні платформи, з яких могли запускати винищувачі та розвідувальні літаки. Під час її переобладнання на початку 1930-х років платформи були демонтовані з башт, а висувна катапульта типу EIT була встановлена на даху башти «X» разом із краном для гідролітака. Спочатку це був Fairey IIIF, поки його у 1938 році не замінили на Fairey Swordfish.

## Модернізації лінкора

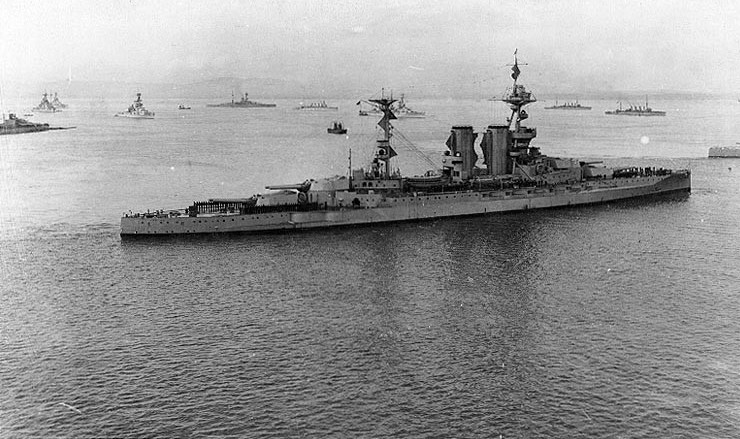
Лінкор «Барем» у бухті Скапа-Флоу. 1917

Протягом 1920-х років «Барем» зазнав низку незначних модернізацій. У 1921—1922 роках його 9,1 м далекоміри замінили менші в баштах «B» і «X». Через два роки було посилене зенітне озброєння корабля, коли з листопада 1924 року до січня 1925 року 3-дюймові зенітні гармати були замінені на пару сучасних 102-мм зенітних гармат QF Mk V та ще одну пару 4-дюймових зенітних гармат. Пізніше того ж року з жовтня по листопад були додані ще зенітні гармати.
З січня 1931 до січня 1934 року корабель був капітально відремонтований на загальну суму 424 000 фунтів стерлінгів. Під час цього ремонту було перебудовано кормову надбудову, демонтували башту управління торпедною зброєю та її далекомір разом із кормовим комплектом торпедних апаратів. Замість двох димових труб на кораблі залишилися одна. Поруч з нею була інстальована пара восьмиствольних 40-мм зенітних гармат Mk VIII «пом-пом». Крім того, поруч із бойовою рубкою була встановлена пара зчетверених установок 12,7 мм зенітних кулеметів Vickers .50.

Схема розміщення гармат головного калібру лінкора «Барем»

Дахи башт були зміцнені до товщини 127 мм, а броньовий захист, встановлений над артилерійськими льохами після Ютландської битви, був замінений на 4-дюймову нецементовану броню Krupp, першого британського лінкора, який отримав таке бронювання. Крім того, задня частина шестидюймових гарматних казематів була огороджена 1,5-дюймовою (38 мм) перегородкою. Підводний захист був покращений за рахунок додавання протиторпедних блістерів.
Пізніші зміни в березні-травні 1938 року включали заміну одинарних установок зенітних гармат на здвоєні для 4-дюймової гармати QF Mark XVI, демонтаж передніх торпедних апаратів і далекоміра великого кута. Крім того, башта управління торпедною зброєю у кормовій частині була замінена на пункт управління протиповітряної оборони лінкора. Під час ремонту в грудні 1939 — березні 1940 року на даху башти «B» була встановлена 20-ствольна реактивна установка для запуску необертаних снарядів (UP), а система управління ППО HACS версії Mk I була замінена на модель Mk III. Наступного року установку UP було замінено парою чотирьох 0,5-дюймових кулеметних установок Vickers, а поруч із її бойовою рубкою було додано ще одну пару восьмиствольних установок «пом-пом».

## Історія служби

### Перша світова війна
«Барем» прибув до складу Великого флоту, що дислокувався в Скапа-Флоу. 2–5 листопада брав участь у операції з підготовки флоту поблизу Оркнейських островів. Під час інших тренувань на початку грудня 3 грудня корабель був випадково протаранений однотипним лінкором «Воспайт». Після тимчасового ремонту в Скапа-Флоу «Барема» відправили до Кромарті-Ферт для більш ретельного ремонту в плавучому сухому доку, який тривав до 23 грудня.
26 лютого 1916 року Великий флот вирушив у похід по Північному морю. Адмірал Джелліко мав намір використати сили Гариджа для очищення Гельголандської бухти від сил противника, але погана погода перешкодила успішному проведенню операції в південній частині Північного моря. В результаті операція була обмежена північним узбережжям моря. У ніч на 25 березня «Барем» та решта флоту відпливли зі Скапа-Флоу, щоб підтримати лінійні крейсери віцеадмірала Бітті та інші легкі сили, які здійснили набіг на німецьку базу Цепелінів у Тондерні. На той час, коли Великий флот підійшов до району 26 березня, британські та німецькі сили вже розійшлися, і сильний шторм загрожував легким кораблям, тому флоту було наказано повернутися на базу.

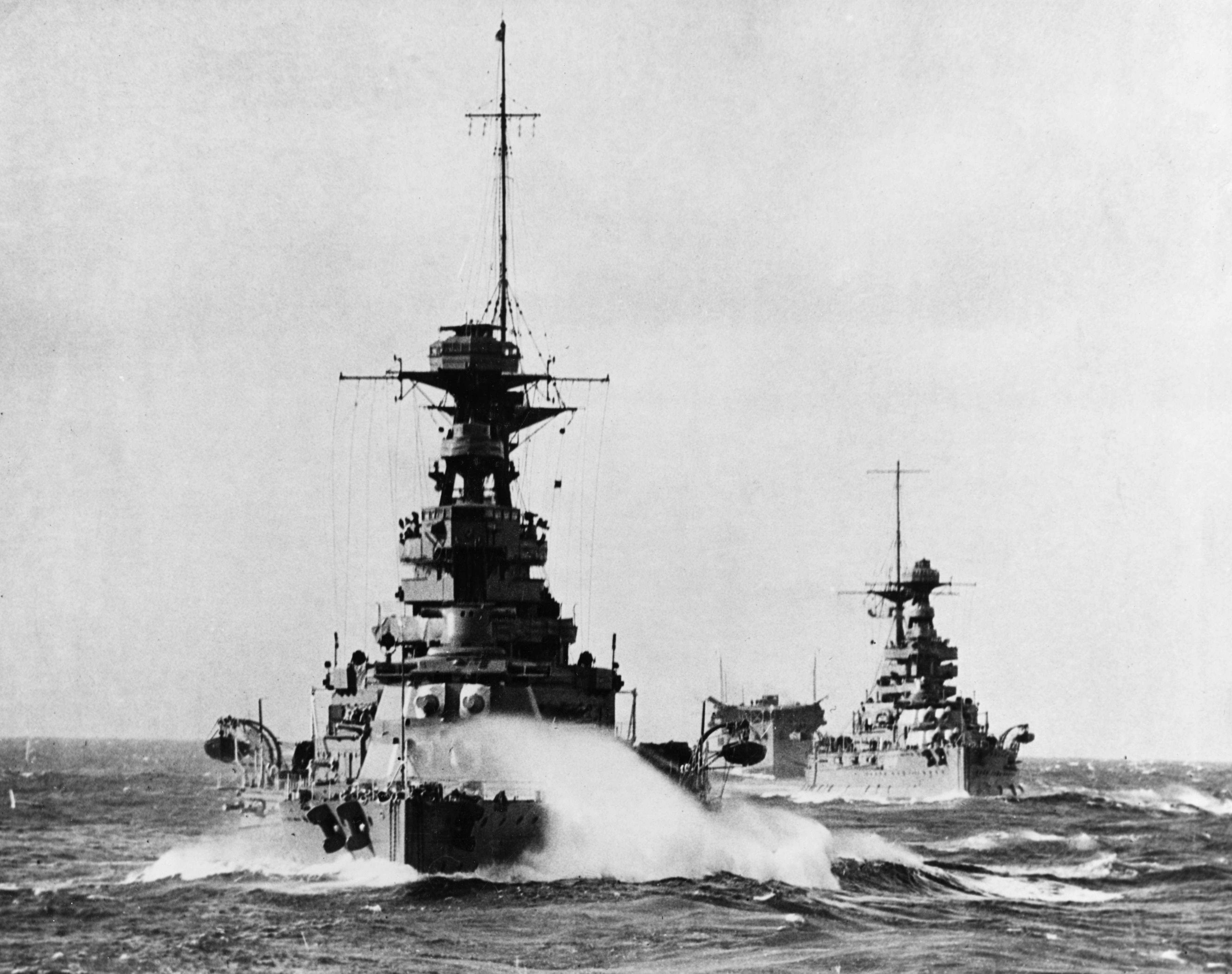
Лінкори «Барем», «Малайя» і авіаносець «Аргус» у кільватерному стою йдуть колоною на навчаннях у Середземному морі, кінець 20-х років. Високобортний силует авіаносця відрізняється від інших бойових кораблів

24 квітня британський флот повернувся до Скапа-Флоу і дозаправився, перш ніж продовжити похід на південь у відповідь на розвідувальне повідомлення про те, що німці збираються почати рейд на Лоустофт. 5-та бойова ескадра випередила решту Великого флоту, щоб підсилити флот крейсерів віцеадмірала Девіда Бітті, але британці прибули в цей район вже після відходу німців.
Лінійний корабель «Барем» під командуванням контрадмірала Г'ю Евана-Томаса брав участь у Ютландській битві 31 травня — 1 червня 1916. Під час бою лінкор випустив 337 снарядів з гармат головного калібру та 25 снарядів із 150-міліметрових гармат. Кількість влучень не підтверджена, але вважається, що «Барем» і однотипний корабель «Валіант» мали 23 або 24 точні влучення, що зробило їх найвлучнішими кораблями британського Королівського флоту під час змагання. Під час бою «Барем» отримав шість влучень від кораблів противника (п'ять 305-міліметрових, ймовірно, з лінійного крейсера «Дерффлінгер» та один 275-міліметровий снаряд). Внаслідок цього загинуло 26 членів екіпажу та ще 46 дістали поранень.
Після Ютландської битви «Барем» перебував на ремонті до 5 липня 1916 року. Увечері 18 серпня Великий флот вийшов у море у відповідь на повідомлення, розшифроване кімнатою 40, в якому вказувалося, що німецький Флот відкритого моря, за виключенням ІІ ескадри, залишить гавань цієї ночі. Німці планували бомбардувати Сандерленд 19 серпня, ґрунтуючись на обширних даних розвідки, проведеної Цепелінами та підводними човнами. Великий флот вийшов з 29 дредноутами і 6 лінійними крейсерами, тоді як німці зібрали 18 дредноутів і 2 лінійних крейсери. Протягом наступного дня Джелліко та віцеадмірал Райнгард Шеер, командувач Флотом відкритого моря, отримували суперечливі розвідувальні дані. Не досягши визначених цілей, британський і німецький флоти повернулися додому; британці втратили два крейсери в результаті атак підводних човнів, а один німецький дредноут був торпедований британцями. Після повернення в порт Джелліко видав наказ, який забороняв виходити флоту у південну частину Північного моря через величезний ризик від мін і підводних човнів, за виключенням, якщо шанси перемогти Флот відкритого моря у вирішальній битві не будуть сприятливими.

### Міжвоєнний час
Після війни, у квітні 1919 року, «Барем» став флагманом 1-ї бойової ескадри Атлантичного флоту і того місяця здійснив портовий візит до Шербура, Франція, разом з рештою ескадри. У травні 1927 року разом з однотипним британським лінкором «Малайя» «Барем» прибув до Александрії під час заворушень. З грудня 1927 по лютий 1928 року у супроводі лінкора «Раміліз» патрулював уздовж узбережжя Західної Африки. У серпні 1929 року корабель був відправлений до Палестини, де його екіпаж допомагав придушувати заворушення арабського населення в Хайфі, а також підтримувати порядок на залізниці Хайфа-Єрусалим. У листопаді 1929 року лінкор перевели до складу 2-ї бойової ескадри Атлантичного флоту і разом з «Малайєю» в середині 1930 року здійснив портовий візит до Тронгейма.
У період з січня 1931 до січня 1934 року «Барем» пройшов повний капітальний ремонт. У той час як у середині-кінці 1930-х років інші чотири лінкори типу «Квін Елізабет» пройшли друге, більш масштабне переобладнання (що для «Воспайт», «Веліант» та «Квін Елізабет» означало повну реконструкцію з новим обладнанням і надбудовами), зміни на «Барем» були відносно незначними. У січні-лютому 1935 року корабель як флагман 2-ї бойової ескадри був відправлений у Вест-Індію для навчання. 16 липня корабель брав участь у срібному ювілейному огляді флоту Георга V в Спітгеді, а наприкінці серпня був переданий Середземноморському флоту. У травні 1936 року на початку Арабського повстання в Палестині особовий склад лінкора ненадовго залучався до заходів придушення безладів у Хайфі. Невдовзі після цього він прибув до Гібралтара на кілька місяців після початку Громадянської війни в Іспанії.
З листопада 1936 року до травня 1937 року «Барем» служив флагманом 1-ї бойової ескадри та брав участь у огляді коронаційного флоту короля Георга VI 19 травня в Спітгеді. 9 червня він став флагманом Середземноморського флоту, поки 8 лютого 1938 року не був звільнений «Воспайтом».

### Друга світова війна
На момент початку Другої світової війни «Барем» перебував у Середземноморському флоті. 1 грудня він відбув з Александрії, щоб приєднатися до Домашнього флоту. 12 грудня 1939 року під час переходу у густому тумані поблизу мису Малл-оф-Кінтайр біля узбережжя Шотландії «Барем» випадково зіткнувся з одним із своїх есмінців супроводу, «Дюшес», який перевернувся догори дригом, його глибинні бомби здетонували, загинуло 124 члени екіпажу, зокрема капітан корабля.
«Барем», лінійний крейсер «Ріпалс» і есмінці «Фейм», «Ікарус», «Аймоген», «Айсіс» та «Нубіан» патрулювали біля Батт оф Льюїса, щоб захистити від можливого прориву німецьких військових кораблів в Атлантику, коли 28 грудня їх помітив німецький підводний човен U-30 під командуванням капітан-лейтенанта Фріца-Юліуса Лемпа. Лемп випустив чотири торпеди по двох великих кораблях, і одна вразила «Барем» з лівого борту, поруч із приміщеннями для снарядів башт «А» та «В». Протиторпедний блістер був по суті знищений унаслідок атаки, четверо чоловіків убито та двоє поранено. Більшість прилеглих відсіків були затоплені, і корабель отримав 7-градусний нахил, перекиданню лінкора сприяло термінове перекидання мазуту у цистерни правого борту. Швидкість «Барема» спочатку впала до 10 вузлів (19 км/год), але приблизно через півтори години її збільшили до 16 вузлів (30 км/год), і він міг рухатися самостійно. Ремонт лінкора у Біркенгеді компанією Cammell Laird тривав до квітня 1940 року.

#### Сенегальська операція
21 вересня 1940 року британське з'єднання «М» вирушило з Фрітауна в Дакар. Після того, як емісари Вільної Франції були або захоплені, або вигнані французами уряду Віші, британський командувач віцеадмірал Каннінгем наказав своєму угрупованню відкрити вогонь по французьких кораблях, що базувалися на базі Дакара. Шестидюймові гармати «Барема» першими зробили це і обстріляли французький підводний човен «Персе» на поверхні. В результаті британський легкий крейсер «Драгон» відкрив артилерійський вогонь по підводному човну, що намагався зануритися на глибину. Незабаром есмінці «Інглефілд» та «Форсайт», що супроводжували крейсер, атакували французький підводний човен глибинними бомбами, який зазнав сильних пошкоджень та вимушено сплив на поверхню і, бувши покинутий екіпажем, затонув близько 11:50 поблизу сенегальського узбережжя. Тим часом головні гармати «Барема» були спрямовані на порт і французький лінкор «Рішельє». Через погану видимість йому не було завдано значних пошкоджень, а «Рішельє» не був уражений, через 20 хвилин бомбардування було відмінено.
Наступного ранку, після закінчення терміну дії ультиматуму про капітуляцію, лінкори о 09:30 відкрили вогонь з 240-мм гармат по берегових укріпленнях порту та лінкору «Рішельє». Французький лінкор був уражений лише одним осколком снаряда до того, як союзники припинили бомбардування о 10:07, хоча він одного разу влучив у «Барем» 155-мм снарядом, який пробив отвір 1,2 м у діаметрі. Французький есмінець «Гарді» вилетів з гавані о 12:00, щоб врятувати британського пілота у воді, але о 12:53 був обстріляний лінкорами на відстані 11 000 м. Корабель не постраждав, але був змушений повернутися в порт під прикриттям густої димової завіси. Потім британські лінкори змінили цілі, щоб бомбардувати гавань і «Рішельє». Вони підпалили кілька торгових кораблів, але знову не змогли вразити французький лінкор на відстані 15 500 м, а потім припинили вогонь о 13:20. Протягом цього часу «Барем» був уражений 24-сантиметровим снарядом, який пройшов крізь надбудову, перш ніж вибухнути з невеликим ефектом і не завдавши жертв. Інший снаряд, ймовірно також розміром 240-мм, вибухнув у воді по правому борту.
Вранці 25 вересня «Рішельє» першим відкрив вогонь о 09:04 з відстані 22 000 м по британських кораблях, що атакували Дакар. Коли британські лінкори маневрували, щоб зайняти свої позиції, підводний човен «Бевезье» випустив чотири торпеди з відстані 2500 м. «Барем» зміг ухилитися від них, але британський лінкор «Резолюшн» був уражений торпедою, в результаті отриманих пошкоджень, майже на 9 місяців вибув зі строю. «Барем» відкрив вогонь на відстані 19 000 м і о 09:15 вразив «Рішельє» одним 15-дюймовим снарядом. Серйозні пошкодження «Резолюшна» спричинили припинення операції «Загроза», і «Барем» довелося буксирувати пошкоджений лінкор до Фрітауна для тимчасового ремонту, перш ніж супроводжувати конвой до Гібралтару, куди він прибув 15 жовтня, де його власні пошкодження були усунені. У листопаді 1940 року лінкор перевели назад до Середземноморського флоту.

#### Середземне море
«Барем» з трьома крейсерами та трьома есмінцями склали з'єднання «F», яке забезпечувало ескортування транспортних конвоїв у Середземному морі. Конвой за планом операції «Коат» складався з лінкору «Барем», важких крейсерів «Бервік» і «Глазго», і трьох есмінців супроводу. Він також прикривався авіацією з авіаносця «Арк Роял», легким крейсером «Шеффілд», і трьома есмінцями «Галант», «Грейхаунд» і «Гріфін», що прибули зі складу З'єднання Н на посилення захисту конвою в середині Середземного моря; потім три есмінця залишилися до кінця конвоювання, решта бойових кораблів повернулася назад з точки на відстані 165 морських миль (306 км) від Сицилії. «Барем» мав на борту 600 солдатів британської армії. 7 листопада угруповання вийшло з Гібралтару, прибувши на Мальту 10 листопада.
Наприкінці листопада 1940 року в рамках операції «Коллар» лінкори «Барем», «Малайя» та авіаносець «Ігл» прикривали конвой, що йшов назустріч з Гібралтару. 3 січня 1941 року корабель разом з «Воспайт» і «Веліант» бомбардував Бардію, в контексті підготовки до битви при Бардії. 26 березня італійський флот спробував перехопити британські конвої до Греції. Британці, чия розвідка нещодавно зламала італійські коди і своєчасно узнала про наміри противника, 27 числа після настання темряви відпливли, щоб перехопити італійців. Наступного ранку їх помітив літак з авіаносця «Фомідебл», після чого розпочався бій біля мису Матапан. Багаторазові повітряні удари авіаносних торпедоносців Fairey Swordfish пізніше того ж вечора пошкодили італійський лінкор «Вітторіо Венето» та важкий крейсер «Пола». Адмірал Анджело Якіно, командувач італійським флотом, наказав двом іншим важким крейсерам 1-ї дивізії, «Зара» і «Фіуме», надати допомогу «Полі». Італійські кораблі та британці майже одночасно прибули до місця, де перебував пошкоджений крейсер «Пола», але італійці майже не здогадувалися, що британці знаходяться поблизу. З іншого боку, британці точно знали, де перебувають італійці, завдяки радарам, якими були оснащені їхні кораблі. Вони відкрили вогонь майже впритул, «Барем» пошкодив есмінець «Альфредо Оріані», а потім приєднався до «Воспайт» і «Веліант» у знищенні італійського крейсера «Зара».
У середині квітня лінкор супроводжував швидкісний транспорт MV Breconshire разом з «Воспайт» і «Веліант» з Александрії на Мальту, ввечері 20 квітня британські лінкори бомбардували Триполі. 6–12 травня корабель прикривав Александрійсько-Мальтійський конвой під час операції «Тайгер». З новоприбулим однотипним лінкором «Квін Елізабет» прикривали похід авіаносця «Фомідебл», чиї літаки на світанку 26 травня з певним успіхом атакував італійський аеродром у Скарпанто. Наступного дня під час евакуації союзних військ з Криту корабель було атаковано бомбардувальниками Junkers Ju 88 з II./LG 1 і Heinkel He 111 II./KG 26. Ураження німецькою 250-кг бомбою у башту «Y» спричинило серйозні пошкодження корабля, почалася пожежа, загинуло п'ятеро матросів і ще шестеро дістали поранень. Пошкоджений лінкор прибув до Александрії, але спроможності плавучого доку не дозволяли провести належний ремонт корабля й його довелося відправити в інше місце. «Барем» через Суецький канал прибув до Момбаси, Кенія, де після перевірки його пошкоджень було прийнято рішення перенаправити до Південно-Африканського Союзу у ремонтні майстерні Дурбана. Ремонт був завершений через шість тижнів, 30 липня, і в серпні корабель повернувся до Александрії, де він відновив свою роль як флагман 1-ї бойової ескадри.

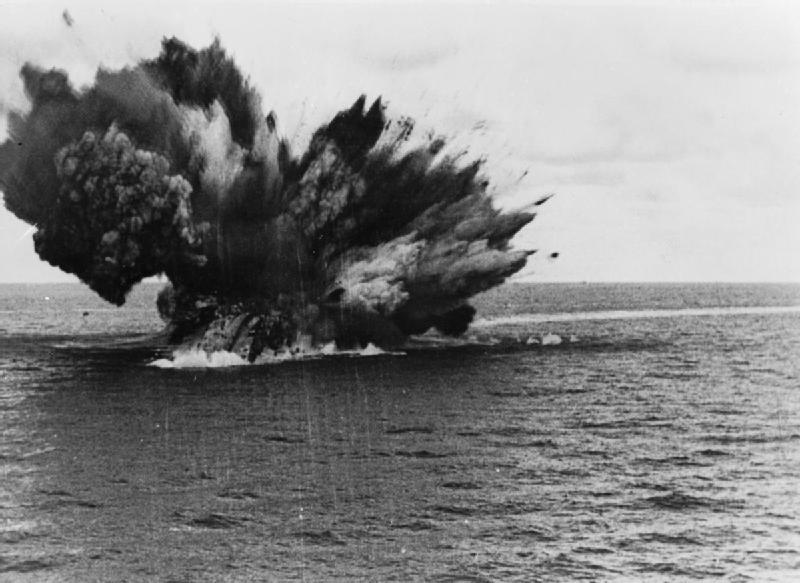
Вибух лінійного корабля «Барем». 25 листопада 1941

#### Загибель лінкора
У другій половині дня 24 листопада 1941 року 1-ша бойова ескадра, «Барем», «Квін Елізабет» і «Веліант» з ескортом із восьми есмінців вирушили з Александрії, щоб прикрити 7-у та 15-у крейсерські ескадри, коли вони полювали на італійські конвої в Центральному Середземному морі. Наступного ранку німецький підводний човен U-331, яким командував оберлейтенант-цур-зее Ганс Дідріх фон Тізенгаузен, виявив слабкий шум двигунів британських кораблів і вирушив на перехоплення. У другій половині дня підводний човен і 1-ша бойова ескадра були на взаємних курсах, і Тізенгаузен наказав своєму човну вийти на бойову позицію близько 16:00. Близько 16:18 оператор ASDIC одного з есмінців, «Джервіс», виявив підводний човен на орієнтовній дальності 820—1010 м, але контакт був проігнорований, оскільки він мав кут від 40 до 60 градусів, оцінивши це як набагато більший за підводний човен. Таким чином, U-331 пройшов крізь захисний шар протичовнової оборони й вийшов на дистанцію ефективної стрільби торпедами. Головний корабель, «Квін Елізабет», пройшов повз човна, а другий корабель, «Барем», швидко наближався. О 16:25 Ганс Дідріх фон Тізенгаузен наказав вистрілити всі чотири носові торпеди з відстані 375 метрів. Ймовірно, через те, що він був дуже близько до британський кораблів, його бойова рубка з'явилася над поверхнею й була безрезультатно обстріляна одним з «пом-помів» лінкора «Квін Елізабет» з відстані близько 27 м. Човен пірнув після залпу, досягнувши глибини 265 метрів, значно нижче його проєктної глибини в 150 метрів, перш ніж стабілізувався без будь-яких пошкоджень. U-331 не зазнав атаки супроводжуючих есмінців і 3 грудня повернувся на базу. Тізенгаузен не був впевнений у результатах своєї атаки і повідомив по радіо, що ймовірно вразив однією торпедою лінкор типу «Квін Елізабет».
В результаті зухвалої атаки німецького човна три з чотирьох торпед вдарилися в середину корабля так близько один до одного, що викинуло єдиний масивний водяний стовп. Після влучення торпед «Барем» швидко нахилився, а коли крен досяг 40 °, ліг на борт. Через 4 хвилини після вибуху торпед здетонували кормові льохи боєприпасів гармат головного калібру, причому утворилися величезні пробоїни в борту та верхній палубі. Момент загибелі «Барема» вдалося зняти на кіноплівку з «Веліанта». Торпедований корабель огорнула хмара диму, а коли вона розсіялася, на поверхні води плавали лише уламки. Загинув командир «Барема», капітан першого рангу Кук, та ще 861 людина. Вдалося врятувати флагмана дивізії лінкорів, віцеадмірала Генрі Прідгам-Вайпелля, і ще 395 матросів та офіцерів, яких витягли з води есмінці «Готспар» та «Нізам». Точну причину вибуху льохів встановити не вдалося, надто швидко затонув лінкор. Комісія, яка розслідувала обставини загибелі «Барема», висловила припущення, що в льохах боєприпасів 102-мм гармат виникла пожежа, яка перекинулася на інші льохи. Після влучення торпед вийшли з ладу засоби внутрішньокорабельного зв'язку. Корабель втратив освітлення, до того ж швидко виник сильний крен — усе це завадило вжити хоч якихось заходів для порятунку корабля. «Барем» — єдиний британський лінкор, потоплений підводним човном у відкритому морі.
До загибелі «Барема» у листопаді 1941 року Британське адміралтейство не робило таємниці із загибелі кораблів. На той час вони втратили вже лінкор «Роял Оак» та лінійний крейсер «Худ». Але з огляду на те, що німці не знали про загибель лінкора, а також «для підтримки бойового духу нації» загибель «Барема» вирішили приховати. Кіноплівка, знята з «Веліанта», була конфіскована до кінця війни. Після кількатижневої затримки Воєнний офіс повідомив найближчих родичів, але вони додали особливе прохання про дотримання секретності: листи-повідомлення містили попередження не обговорювати втрату корабля ні з ким, крім близьких родичів.

## Відео
- Film footage of the sinking of HMS Barham [Архівовано 24 серпня 2013 у Wayback Machine.]